# Тендер (ветроход)
Те́ндер (на английски: tender, от на английски: tend – обслужвам) – тип ветроходен кораб с косо ветрилно въоръжение, имащ една мачта и бушприт, на които се поставят грот, стаксел и един-два кливера.
Ветрилното въоръжение на гафелния тендер се състои от четириъгълни ветрила грот (грот-трисел), стаксел, един или повече кливера и горно триъгълно ветрило (топсел). В началото на 20 век тендера е описван като съд с две-три предни ветрила. За второстепенен признак, от който зависи количеството на предните ветрила, служи разположението на мачтатата: в района на 1/3 — 1/2 от дължината по конструктивната водолиния (КВЛ) от носа. Разположението на мачтата и количество нс предните ветрила определят типа на използвания бушприт. Тендерите често имат сваляем бушприт, а шлюповете – само постоянен.
По-късно и тези несъществени отличия между тендера и шлюпа започват да изчезват. Отначало излиза от мода сваляемия бушприт, а към 30-те години на 20 век бушпритите на едномачтовите яхти въобще стават все по-малко използвани. Разпространението на слепения рангоут води до ръст на височината на мачтите, и необходимостта да се компенсира недостатъчната височина на мачтата с голямо количество развити предни ветрила на бушприта отпада. Тендерите с три предни ветрила оттогава стават почти музейна редкост.
Тендера се являва, преди всичко, един от видовете на гафелното въоръжение. Бермудските тендери съществуват много малко, и се появяват по причина съхранение на традиционните предни ветрило при прехода от гафелно въоръжение към бермудско. Лавировъчните качества на тендера са малко по-слаби, отколкото при шлюпа. Когато при усъвършенстването на рангоута и стящия такелаж се открива възможност за надеждно удържане на мачтата в надлъжно направление само с един щаг от носа, бермудските тендери практически изчезват.
В епохата на ветроходния флот тендер се нарича едномачтовия плавателен съд със спомагателно предназначение, водоизместимост от 50−60 t, въоръжено с 10−12 оръдия малък калибър.
Съвременните тендери най-често имат бермудско стъкмяване: вместо грот-трисел и топсел се използва едно голямо триъгълно ветрило – бермудски грот.